# Кинси, Дональд
Дональд Эдвард Кинси (англ. Donald Edward Kinsey; 12 мая 1953, Гэри, Индиана, США  — 6 февраля 2024, Меррилвилл, Индиана, США  — американский блюзовый и регги гитарист, вокалист и автор песен. В составе группы The Wailers Band номинант премии Грэмми в номинации «Лучший регги-альбом» (2020). В составе группы Donald Kinsey & the Kinsey Report номинант Blues Music Awards в номинации «Песня года» (1987), в составе группы The Kinsey Report номинант в номинациях «Группа года» (1988, 1989), «Альбом современного блюза» (1988). Сын блюзового музыканта Лестера «Биг Дадди» Кинси. На протяжении всей своей карьеры Кинси демонстрировал свои исключительное умение игры на гитаре и проникновенный вокал в различных жанрах, включая блюз, рок и регги.

## Биография
Дональд Кинси родился в Гэри в 1953 году одним из трёх сыновей чикагского блюзмена Биг Дадди Кинси. В пятилетнем возрасте он получил от отца свою первую гитару и начал её осваивать. К 13 годам Дональд Кинси стал уже вполне профессиональным гитаристом и выступал с отцом в клубах Гэри под названием Big Daddy Kinsey and B. B. King, Jr., к концу 1960-х к группе присоединились другие сыновья и они стали выступать под названием Big Daddy Kinsey & His Fabulous Sons. В 1972 году группа распалась, так как старший брат Ральф Кинси, барабанщик группы, поступил на службу в ВВС. В том же году в 19-летнем возрасте был приглашён ритм-гитаристом в группу Альберта Кинга и выступил на Джазовом фестивале в Монтрё. В 1975 году Ральф вернулся со службы и братья, вместе с басистом Бастой «Черри» Джонсом (ex-Sharks, в будущем стал известен своим сотрудничеством в частности с Talking Heads и музыкантами из этой группы) сформировали хэви-метал группу White Lightning, записали и выпустили одноимённый альбом, и начали гастроли по США, выступая с такими исполнителями как Aerosmith, Yes, Jethro Tull и Эдгар Винтер. Особого успеха группа не снискала. В 1975 году Дональд Кинси на приёме Island Records в Нью-Йорке познакомился с Бобом Марли, а тот, в свою очередь, в свою очередь, познакомил его с Питером Тошем. Питер Тош записал с участием Дональда Кинси альбом Legalize It и Кинси уехал на гастроли вместе с группой Питера Тоша. После почти года гастролей Дональду Кинси позвонил уже Боб Марли, который попросил Кинси записать гитарные партии в его альбоме Rastaman Vibration и в дальнейшем гастролировал с группой Bob Marley & The Wailers. В 1976 году когда состоялось покушение на Марли, Дональд Кинси присутствовал при этом, закрывшись от выстрелов тяжёлым дорожным чемоданом и не пострадал, но вскоре после этого покинул группу Марли. Недолгое время он работал в группе Staple Singers, затем снова присоединился в 1978 году к Питеру Тошу, записавшись в альбоме и затем отправившись с ним на гастроли по США, в ходе которых они открывали концерты The Rolling Stones.
Затем Дональд Кинси вместе с братом и другом семьи Роном Принсом сформировали регги/фанк/блюз/рок-группу The Chosen Ones, которая просуществовала недолго, так как Кинси снова присоединился к Бобу Марли для гастролей в США, а змем опять работал с Питером Тошом, гастролируя с ним по Африке и Европе.
В 1984 году Дональд Кинси вместе с двумя братьями и Роном Принсом реформировали группу отца под названием Big Daddy Kinsey and the Kinsey Report, вскоре ставшую просто The Kinsey Report. Президент Alligator Records под впечатлением от музыкантов познакомил Кинси с Роем Бьюкененом, а тот в свою очередь попросил Кинси сыграть на ритм-гитаре на двух своих релизах. В 1986 году Alligator Records включила одну песню «Corner Of The Blanket» группы The Kinsey Report в антологию The New Bluebloods и она немедленно получила номинацию «Песня года» Blues Music Awards. В 1987 году группа выпустила дебютный альбом Edge Of The City, который «ворвался в ничего не подозревающий мир блюза в 1988 году, оставив поклонников и критиков с открытыми от изумления ртами, что привело к трем номинациям на премию Blues Music Award». Затем группа играла в клубах, на концертных площадках и на крупных блюзовых фестивалях как в США, так и в Европе, гастролируя с Living Colour, Альбертом Коллинзом и Dr. John.
В 1989 вышел второй альбом группы, также получивший признание у критиков и слушателей. Guitar Player назвал альбом Midnight Drive «одним из самых захватывающих альбомов, когда-либо выпущенных Alligator… безупречным и душевным».
В дальнейшем Дональд Кинси совмещал свою работу в The Kinsey Report с участием в группе The Wailers Band, спин-офф группе Bob Marley & The Wailers, созданной участниками группы. В 2020 году альбом группы One World получил номинацию на Грэмми в категории «Лучший регги-альбом».
Дональд Кинси умер в Мерривилле 6 февраля 2024 года от хронической обструктивной болезни легких через три недели после смерти своего брата Ральфа. Он оставил после себя дочь, трёх внуков и шестерых правнуков.
Журнал DownBeat писал о The Kinsey Report как «Эти блюзбрейкеры прокладывают путь между блюзом и роком, регги и соулом. Их чувственность полностью современна, оставаясь при этом в своих подлинных корнях».

## Дискография

### САльбертом Кингом
- Live at the Fabulous Forum 1972
- Blues at Sunset
- Blues at Sunrise
- I Wanna Get Funky
- Funky London/Live at Wattstax

### С White Lightnin'
- White Lightnin'[6]

### СБобом Марли
- Rastaman Vibration
- Live at the Roxy

### СBurning Spear
- Dry & Heavy
- Marcus' Children

### СПитером Тошом
- Bush Doctor
- Equal Rights
- Legalize It
- Mama Africa
- Captured Live[7]
- Live & Dangerous[8]
- Live At The One Love Peace Concert[9]
- Live At The Jamaican World Music Festival[10]

### С Chosen Ones
- Reggae The Night Away [12"][11]
- Song For Bob [12"][12]

### С Heavy Manners
- Heavier Than Now[13]

### С Бетти Райт
- Wright Back At You[14]

### СРоем Бьюкененом
- Dancing on the Edge
- Hot Wires

### С Биг Дадди Кинси
- Bad Situation
- Can't Let Go
- I Am The Blues
- Ramblin' Man

### С The Kinsey Report
- Edge Of The City
- Midnight Drive
- Powerhouse
- Crossing Bridges
- Smoke & Steel
- Standing (I'll Be)[15]

### С Денроем Морганом
- Salvation[16][17]

### С Morgan Heritage
- Full Circle[18]

### СThe Wailers Band
- One World

### Синглы
- «Jah Is Calling»/«Jah Children»[19]
- «Sweet Emotion»[20]